# Minsan Lang Kita Iibigin
Minsan Lang Kita Iibigin é uma telenovela filipina produzida e exibida pela ABS-CBN, cuja transmissão ocorreu em 2011. Estrelado por Coco Martin, Maja Salvador, Andi Eigenmann e Martin del Rosario.

## Elenco

### Elenco principal
- Coco Martin como Alexander Del Tierro / Javier Del Tierro
- Maja Salvador como Krista/Kaye Villanueva
- Andi Eigenmann como Gabriella Marcelo
- Martin del Rosario como Norberto Matias

### Elenco de apoio
- Lorna Tolentino como Alondra Del Tierro
- John Estrada como Joaquin Del Tierro
- Amy Austria-Ventura como Lora Sebastiano
- Tonton Gutierrez como Tomas Sta. Maria
- Boots Anson-Roa como Remedios Sebastiano
- Ronaldo Valdez como Jaime Sebastiano
- Dante Rivero como Edgardo Marcelo

### Elenco estendida
- Candy Pangilinan como Mimi Estrella
- Ronnie Lazaro como Diego Pamintuan
- Jojit Lorenzo como Ibon Pamintuan
- Lloyd Zaragoza como Tiago Villanueva
- Frances Makil-Ignacio como Adele
- John Apacible como Lt. Col. Santiago

## Trilha sonora
1. "Minsan Lang Kita Iibigin" - Gary Valenciano (4:36)
2. "Kunin Mo Na Ang Lahat Sa Akin" - Angeline Quinto (4:31)
3. "Lapit" - Yeng Constantino (4:42)
4. "Nang Dahil Sa Pagibig" - Bugoy Drilon (4:20)
5. "Minsan Lang Kita Iibigin (acústico)" - Juris Fernandez (4:32)

## Prêmios e indicações
| Ano  | Prêmio                                                                            | Categoria                                               | Trabalho                                              | Resultado |
| 2011 | ASAP Pop Viewer's Choice Awards                                                   | Pop Kapamilya TV Character                              | Coco Martin as Alexander and Javier                   | Indicado  |
| 2011 | ASAP Pop Viewer's Choice Awards                                                   | Pop Kapamilya Themesong                                 | Kunin Mo Na Ang Lahat Sa Akin by Angeline Quinto      | Venceu    |
| 2011 | ASAP Pop Viewer's Choice Awards                                                   | Pop Kapamilya Themesong                                 | Minsan Lang Kita Iibigin by Gary Valenciano and Juris | Indicado  |
| 2011 | 20th KBP Golden Dove Awards                                                       | Best TV Drama Program                                   | Cast                                                  | Venceu    |
| 2011 | 20th KBP Golden Dove Awards                                                       | Best Actor                                              | Coco Martin                                           | Venceu    |
| 2011 | 20th KBP Golden Dove Awards                                                       | Best Actress                                            | Lorna Tolentino                                       | Venceu    |
| 2011 | Golden Screen TV Awards                                                           | Outstanding Original Series                             | Cast                                                  | Indicado  |
| 2011 | Golden Screen TV Awards                                                           | Outstanding Performance Of An Actor in a Drama Series   | Coco Martin                                           | Indicado  |
| 2011 | Golden Screen TV Awards                                                           | Outstanding Performance Of An Actress in a Drama Series | Lorna Tolentino                                       | Venceu    |
| 2011 | 25th Star Awards for TV                                                           | Best Primetime TV Series                                | Cast                                                  | Venceu    |
| 2011 | 25th Star Awards for TV                                                           | Best Drama Actor                                        | Coco Martin                                           | Venceu    |
| 2011 | 25th Star Awards for TV                                                           | Best Drama Actress                                      | Amy Austria-Ventura                                   | Indicado  |
| 2011 | 25th Star Awards for TV                                                           | Best Drama Actress                                      | Lorna Tolentino                                       | Indicado  |
| 2012 | 8th USTv Student's Choice Awards                                                  | Best Actor in a Daily Local Soap Opera                  | Coco Martin                                           | Venceu    |
| 2012 | 10th Gawad Tanglaw Awards                                                         | Best Performance by an Actor in a Drama Series          | Coco Martin                                           | Venceu    |
| 2012 | Northwest Samar State University Students’ Choice Awards for Radio and Television | Best Drama Actor                                        | Coco Martin                                           | Venceu    |